# ويليام إف. بيرش
ويليام إف. بيرش هو سياسي أمريكي، ولد في 30 أغسطس 1870 في نيوآرك في الولايات المتحدة، وتوفي في 25 يناير 1946 في جلان ريدج في الولايات المتحدة. نشط حزبياً في الحزب الجمهوري. وقد انتخب عضو جمعية نيوجيرسي العامة ‏ وانتخب عضو مجلس النواب الأمريكي ‏.